# Valentin Vrabie
Valentin Vrabie (n. 4 aprilie 1966, Peștera, Constanța, România) este primarul municipiului Medgidia, ales în anul 2016.
În 2008 a fost ales primar al comunei Peștera pe listele PSD iar în 2012, ca independent, a fost reales cu 93% din voturi. În martie 2016 Valentin Vrabie a demisionat din funcția de primar al comunei pentru a candida la funcția de primar al Medgidiei.